# Nuklearunfall von Samut Prakan
Der Nuklearunfall von Samut Prakan geschah im Februar 2000 in Thailand. Durch die Freisetzung von ionisierender Strahlung aus einem ausgedienten medizinischen Kobalt-60-Bestrahlungsgerät kamen mindestens drei Menschen zu Tode und mehr als tausend waren einer erhöhten Strahlenbelastung ausgesetzt. Vorwiegend betroffen war hierbei das Areal eines Schrottplatzes in Samut Prakan (etwa 20 Kilometer Luftlinie vom Stadtzentrum Bangkoks entfernt).

## Unfall und dessen Entdeckung
Auslöser des Geschehens waren mehrere Strahlenquellen, die von Geräten zur Strahlentherapie stammten und seit Oktober 1999 von einem Unternehmen illegal auf einem ungeschützten Parkplatz in Bangkok gelagert wurden. Zu dem eigentlichen Unfall kam es, als Schrottsammler eine dieser Quellen an sich nahmen, sie zu einem Schrottplatz verbrachten und dort die schützende Abschirmung aufbrachen, um die Materialien (Blei, Stahl) separat weiterverkaufen zu können. Die Umhüllung des radioaktiven Stoffs blieb jedoch unbeschädigt.
Dem am Gehäuse der Strahlenquelle angebrachten schriftlichen Warnhinweis – der jedoch nicht in thailändischer Sprache verfasst war – sowie dem Vorhandensein des Strahlenwarnzeichens an der Ummantelung wurde weder seitens der Schrottsammler noch der Schrottplatz-Arbeiter oder der Schrottplatz-Besitzerin Beachtung geschenkt, möglicherweise war den Personen die Bedeutung auch nicht bekannt.
In den kommenden Tagen entwickelten sich bei allen Beteiligten die typischen Symptome einer hohen Strahlenexposition: Unwohlsein, Appetitlosigkeit, Durchfall, sonnenbrandähnliche Hautschäden, schließlich großflächige, offene Wunden und Haarausfall. Trotz dieser Beschwerden suchten die Schrottsammler erst über eine Woche nach dem Aufbrechen der Strahlenquelle ärztliche Hilfe in einem naheliegenden Krankenhaus. Die dort tätigen Ärzte interpretierten die vorliegenden Krankheitsbilder wiederum erst nach einigen Tagen richtig als Strahlenkrankheit, nachdem die Mitarbeiter des Schrottplatzes ebenfalls mit ähnlichen Symptomen ins Krankenhaus gekommen waren. Insgesamt zehn Personen aus dem Umfeld der Schrottsammler wurden durch die geöffnete Kobalt-60-Quelle besonders stark der Strahlung ausgesetzt.
Inzwischen waren 17 Tage seit der Freilegung der Quelle vergangen und diese in dem kaum geordneten Materialhaufen des Schrottplatzes vielfach mit Schrott überschüttet worden. Nachdem die zuständige Behörde über die Vermutung, dass sich im Lebensumfeld der Patienten eine ungeschützte Strahlenquelle befinden müsste, in Kenntnis gesetzt wurde, begannen unmittelbar die Suche nach der Quelle und die Vorbereitungen zur Bergung.

## Bergung
Durchgeführte Messungen am Schrottplatz zeigten sehr hohe Strahlungswerte: Am Eingang des Schrottplatzes, etwa sieben Meter von der Quelle entfernt, lag der Wert bei 50 mSv/h. Direkt beim Schrotthaufen mit der offenen Quelle ergaben die Messungen bis zu 10 Sv/h. (Zum Vergleich: Liquidatoren, die bei der Katastrophe von Tschernobyl auf dem Reaktordach bei Aufräumarbeiten eingesetzt waren, erhielten dort innerhalb von etwa einer Minute eine Dosis von etwa 200 mSv, was 12 Sv/h entspricht.)
Eine Evakuierung wurde anfangs von den zuständigen Behörden in Betracht gezogen, dann aber verworfen, um keine Panik hervorzurufen. Lediglich eine Absperrung für den Dosisbereich über 0,3 mSv/h wurde vorgenommen, was einem Umkreis von etwa zehn Metern um den Schrottplatz entsprach.
Eine schnelle Bergung und Sicherung der Kobalt-60-Quelle wurde durch den Umstand erschwert, dass einerseits die genaue Lage der Quelle nicht bekannt war und weiterhin die Arbeiten durch große Mengen sonstigen Schrotts, die auf dem Areal unsortiert lagerten, behindert wurden. Außerdem waren die agierenden Einsatzkräfte bezüglich Bergungstechnik und Schutzausrüstung nur dürftig ausgestattet. Deshalb wurden unkonventionelle Mittel angewendet: So wurde zur Lokalisierung der Strahlenquelle auf dem Schrottplatz eine fluoreszierende Platte genutzt, die an die Spitze eines langen Bambus-Stabs montiert war. Während Arbeiten in der Nacht konnte so erfolgreich die Lage der Quelle bestimmt werden, da die Platte in der Nähe der Strahlenquelle durch diese zum Leuchten gebracht wurde. Hierzu musste jedoch gewartet werden, bis kein störender Mondschein mehr vorhanden war. Die Quelle konnte schließlich vom restlichen Schrott separiert und in einem Bleibehälter gesichert werden.
Bei den Bergungsarbeiten wurden insgesamt 52 Personen eingesetzt. Die höchste erhaltene Strahlenbelastung für Personen aus dieser Gruppe lag bei 32 mSv.

## Folgen und Auswirkungen des Unfalls
Die im Umfeld des Schrottplatzes lebenden Menschen wurden innerhalb eines Zeitraumes von ungefähr drei Wochen einer Strahlungsbelastung ausgesetzt, die die in der Umwelt natürlich vorkommende Strahlung um ein Vielfaches überstieg. Im Umkreis von 100 Metern um den Schrottplatz lebten zum Zeitpunkt des Unfalls 1872 Menschen. Eine Gruppe von insgesamt 258 Personen lebte im Nahbereich von 50 Metern um den Schrottplatz, darunter fünf schwangere Frauen. Eine dieser Frauen entschied sich wegen des Unfallgeschehens für einen Schwangerschaftsabbruch.
Die Strahlenbelastung bei den zehn direkt Beteiligten (Schrottsammler und -händlerin, Schrottplatz-Arbeiter sowie Verwandte dieser Personen) war enorm: Nachträgliche Berechnungen ergaben für vier Ganzkörperdosen von etwa 2 Gy, für zwei weitere Individuen lagen die Werte zwischen 2 Gy und 6 Gy und die restlichen vier Personen erlitten Belastungen von mehr als 6 Gy. Die Äquivalentdosis für die verschiedenen Personen-Kohorten lag somit – da es sich um eine Gammastrahlen-Exposition handelte – bei jeweils etwa 2 Sv, 2 Sv bis 6 Sv sowie mehr als 6 Sv. Von den letzteren vier Beteiligten verstarben zwei 18 und 20 Jahre alte männliche Angestellte der Schrottplatz-Inhaberin sowie deren Ehemann innerhalb von acht Wochen.
Nach mehrjährigem Rechtsstreit verurteilte im Jahre 2009 ein thailändisches Gericht das für die illegale Lagerung der Strahlenquellen verantwortliche Unternehmen (Kamol Sukosol Electric Co Ltd) zur Zahlung einer Entschädigung in Höhe von insgesamt 640.276 Baht. Aufgeteilt auf die zwölf in diesem Prozess klagenden Strahlenopfer ergibt sich somit eine Entschädigungssumme von umgerechnet jeweils zirka 1.300 Euro.

## Konsequenzen auf internationaler Ebene

Warnung vor gefährlichen radioaktiven Stoffen

Dieser sowie ähnlich gelagerte Unfälle führten seitens der IAEO zur Entwicklung des neuen zusätzlichen Warnsymbols für gefährliche radioaktive Stoffe, das speziell so entworfen wurde, dass auch ungebildete Personenkreise (zum Beispiel Kinder, Analphabeten) das Symbol korrekt deuten können.

## Ähnliche Unfälle
- Goiânia-Unfall
- Radiologischer Unfall von Ciudad Juárez
- Radiologischer Unfall von Lia

## Quelle
- The Radiological Accident in Samut Prakarn. Internationale Atomenergie-Organisation, Wien 2002 (englisch, iaea.org [PDF; 1,1 MB]).